# Régis Loisel
Régis Loisel (Saint-Maixent-l'École, 4 december 1951) is een Frans striptekenaar.

## Biografie
Loisel begon in 1972 met het maken van strips. Hij werkte in het begin met verschillende schrijvers samen. In de vroege jaren 1970 leerde hij scenarist Serge Le Tendre kennen met wie hij later zijn bekende series zou  maken. In 1975 maakten zij samen een paar pagina's van de latere serie op zoek naar de tijdvogel  die gepubliceerd werden in het kortstondige tijdschrift 'Imagine'.
In 1984 koos Le Tendre, Loisel uit als tekenaar voor zijn nieuwe serie Op zoek naar de tijdvogel. De eerste publicatie van hun stripverhaal in het tijdschrift Charlie Mensuel bleek een overweldigend succes. De nadien verschenen vier albums werden in grote hoeveelheden verkocht en maakten van Loisel een beroemde tekenaar. 
In 1989 maakte Loisel het erotisch album  troebele begeerten (oorspronkelijk Trouble Fêtes), waarvoor hij foto's van Rose Le Guirec gebruikte. In 1990 volgde het eerste deel van Loisels tweede succesvolle reeks Peter Pan. In deze strip nam  hij voor het eerst naast de tekeningen ook een deel van het scenario op zich. Loisel tekende en schreef deze serie tot 2004. Hij gepubliceerde in deze periode ook enkele losse albums als scenarist. 
In 2006 verscheen het eerste deel van een nieuwe serie Magasin Général samen met tekenaar Jean-Louis Tripp. Sindsdien volgde negen delen. Met tekenaar Vincent Mallié ontstond de serie De Grote Dode en met tekenaar Olivier Pont Een godverdomse klootzak.